# Scottish League Challenge Cup 2001/02
Der Scottish League Challenge Cup wurde 2001/02 zum 11. Mal ausgespielt. Der schottische Fußballwettbewerb, der offiziell als Bell’s Challenge Cup ausgetragen wurde, begann am 7. August 2001 und endete mit dem Finale am 14. Oktober 2001 im Broadwood Stadium von Cumbernauld. Der als Titelverteidiger antretende Airdrieonians FC konnte den Wettbewerb erfolgreich verteidigen. Im Finale bezwangen die Diamonds Alloa Athletic mit 2:1 durch Tore von Owen Coyle und Mark Roberts. Am Wettbewerb nahmen die Vereine der Scottish Football League teil.

## 1. Runde
Ausgetragen wurden die Begegnungen am 7. August 2001.
|                       | Ergebnis  |                     |
| --------------------- | --------- | ------------------- |
| Airdrieonians FC      | 2:0       | Queen of the South  |
| Albion Rovers         | 2:0 n. V. | FC Montrose         |
| Berwick Rangers       | 3:0       | Elgin City          |
| Brechin City          | 4:1       | Stirling Albion     |
| FC Cowdenbeath        | 0:2 n. V. | Ross County         |
| FC East Fife          | 2:3       | Raith Rovers        |
| FC East Stirlingshire | 0:1       | Alloa Athletic      |
| FC Falkirk            | 4:1       | FC Arbroath         |
| Inverness CT          | 3:2 n. V. | Forfar Athletic     |
| Greenock Morton       | 1:3       | FC Clyde            |
| Partick Thistle       | 5:0       | FC Queen’s Park     |
| FC Peterhead          | 2:0       | Hamilton Academical |
| FC St. Mirren         | 1:3       | Ayr United          |
| FC Stenhousemuir      | 1:4       | FC Stranraer        |

## 2. Runde
Ausgetragen wurden die Begegnungen am 14. August 2001.
|                | Ergebnis        |                  |
| -------------- | --------------- | ---------------- |
| Albion Rovers  | 1:4             | Airdrieonians FC |
| Alloa Athletic | 3:2 n. V.       | Inverness CT     |
| Brechin City   | 4:0             | FC Peterhead     |
| FC Clyde       | 5:0             | Berwick Rangers  |
| FC Dumbarton   | 0:2             | Ross County      |
| FC Falkirk     | 0:0 (?:? i. E.) | FC Clydebank     |
| Raith Rovers   | 3:5 n. V.       | Partick Thistle  |
| FC Stranraer   | 3:2             | Ayr United       |

## Viertelfinale
Ausgetragen wurden die Begegnungen am 21. August 2001.
|                | Ergebnis  |                  |
| -------------- | --------- | ---------------- |
| Alloa Athletic | 4:3 n. V. | FC Stranraer     |
| FC Clyde       | 1:0       | Partick Thistle  |
| FC Clydebank   | 1:2       | Airdrieonians FC |
| Ross County    | 0:2       | Brechin City     |

## Halbfinale
Ausgetragen wurden die Begegnungen am 28. August 2001.
|                  | Ergebnis        |                |
| ---------------- | --------------- | -------------- |
| Airdrieonians FC | 1:1 (?:? i. E.) | Brechin City   |
| FC Clyde         | 0:1             | Alloa Athletic |

## Finale
| Airdrieonians FC                                                          | Airdrieonians FC | Alloa Athletic | Alloa Athletic |
| ------------------------------------------------------------------------- | --- | --- | -------------- |
| Airdrieonians FC                                                          | \| Finale \| \| 14. Oktober 2001 um 15:00 Uhr Ortszeit in Cumbernauld (Broadwood Stadium) \| \| Ergebnis: 2:1 (0:0) \| \| Zuschauer: 4.548 \| \| Schiedsrichter: Mike McCurry \| \| Spielbericht \|            | \| Finale \| \| 14. Oktober 2001 um 15:00 Uhr Ortszeit in Cumbernauld (Broadwood Stadium) \| \| Ergebnis: 2:1 (0:0) \| \| Zuschauer: 4.548 \| \| Schiedsrichter: Mike McCurry \| \| Spielbericht \|                                                        | Alloa Athletic |
| Airdrieonians FC                                                          | Allan Ferguson – Craig McPherson, Sandy Stewart, Allan McManus, Kevin James – Paul Armstrong, Lee Gardner (73. Robert Dunn), Neil MacFarlane, Stuart Taylor – Owen Coyle, Mark Roberts Cheftrainer: Ian McCall | Derek Soutar – Andy Seaton, Gregg Watson, Steven Thomson, Keith Knox (79. Harry Curran), Craig Valentine – James Fisher (72. Martin Christie), Ian Little, Ross Hamilton – Richard Walker (57. Gareth Evans), Gareth Hutchison Cheftrainer: Terry Christie | Alloa Athletic |
| Airdrieonians FC                                                          | 1:0 Owen Coyle (76.) 2:0 Mark Roberts (85.) | 2:1 Gareth Evans (90.) | Alloa Athletic |
| Finale                                                                    | | |                |
| 14. Oktober 2001 um 15:00 Uhr Ortszeit in Cumbernauld (Broadwood Stadium) | | |                |
| Ergebnis: 2:1 (0:0)                                                       | | |                |
| Zuschauer: 4.548                                                          | | |                |
| Schiedsrichter: Mike McCurry                                              | | |                |
| Spielbericht                                                              | | |                |